# 徳祐
徳祐（とくゆう）は、中国・南宋の恭帝の治世に使用された元号。1275年 - 1276年旧4月。

## 西暦等との対照表
| 徳佑 | 元年   | 2年    |
| 西暦 | 1275年 | 1276年 |
| 干支 | 乙亥   | 丙子   |
| 元   | 至元12 | 至元13 |

## 出来事
- 咸淳10年
  - 10月22日：恭帝の即位により翌年を「徳祐元年」とする踰年改元の詔を下す。
- 徳祐元年
  - 2月21日：賈似道の率いる宋軍がモンゴル軍に壊滅される（丁家洲の戦い）。
  - 3月5日：恭帝の「罪己詔」が下る。
  - 9月：失脚した賈似道が配流の途中に殺される。
- 徳祐2年
  - 2月5日（元至元13年2月6日）：首都臨安が陥落。恭帝が元軍に降伏しながら南宋は事実上滅亡する。
  - 5月1日：福州で端宗が即位、「景炎」と改元。